# Frații Kowalczyk

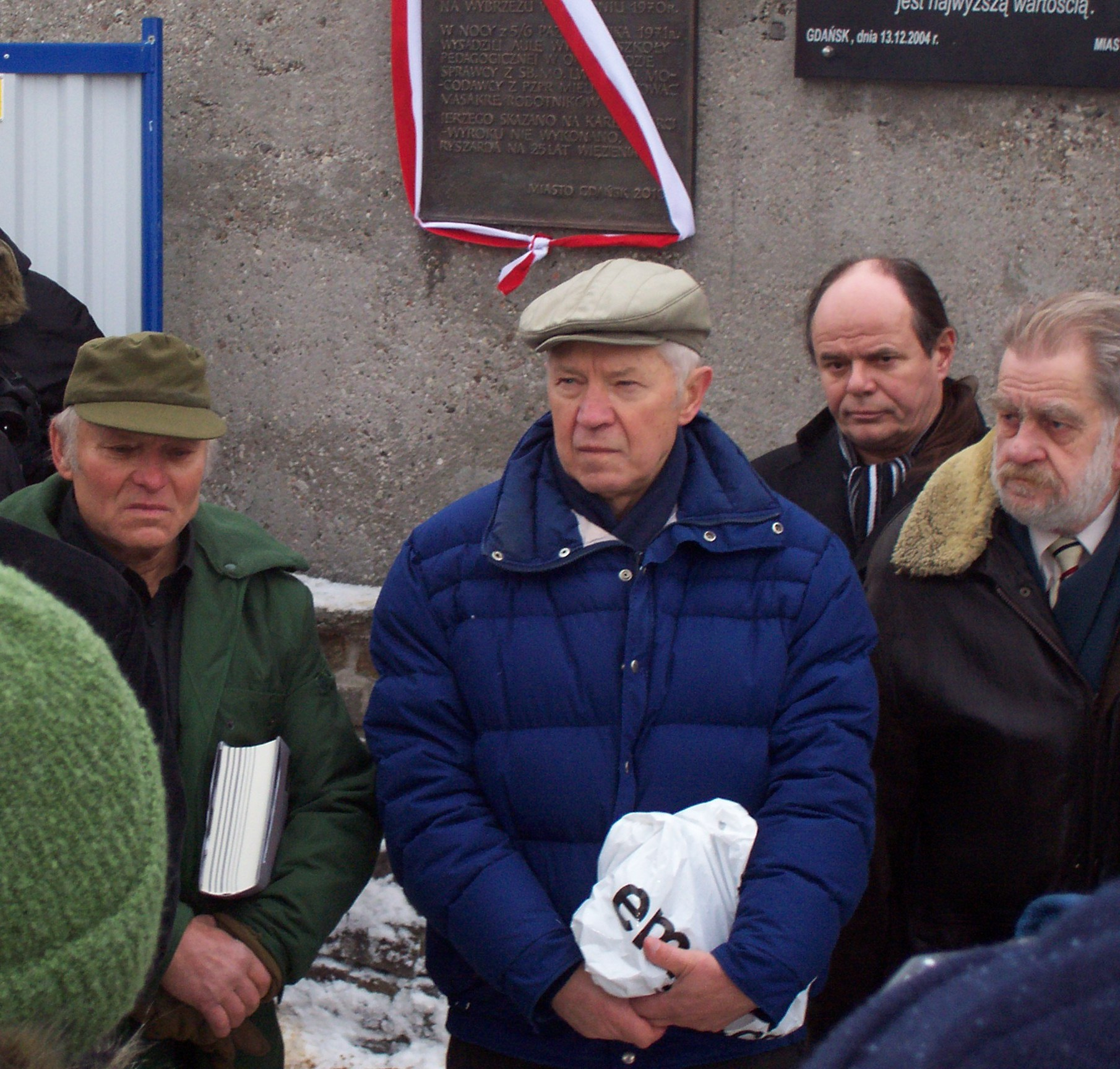
Ryszard Kowalczyk (în mijloc) și fratele său Jerzy (stânga) în Gdańsk, 18 decembrie 2010. Cei doi bărbați sunt Wiesław Ukleja și Andrzej Gwiazda

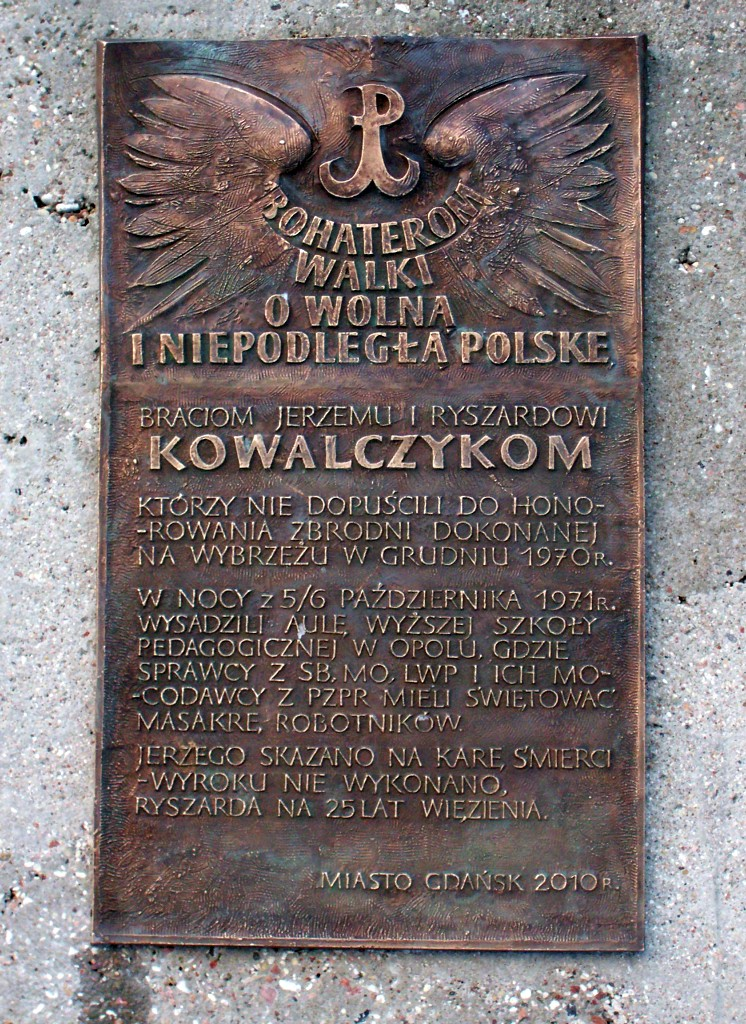
Placa în Piața Solidaritatea din Gdańsk

Ryszard Kowalczyk (20 februarie 1937 – 17 octombrie 2017) și fratele său mai mic, Jerzy Kowalczyk (născut în 1942) au fost doi frați polonezi care au pus o bombă ca protest împotriva regimului comunist în Polonia.

### Atentatul cu bombă
Frații Kowalczyk erau oamenii de știință de la Universitatea Opole. Au pus o bomba acolo, pe 6 octombrie 1971, ca protest împotriva violenței comise de autoritățile comuniste împotriva muncitorilor care protestau. O mare festivitate pentru Służba Bezpieczeństwa și Milicja Obywatelska trebuia să aibă loc la Universitate în dimineața zilei următoare. Explozia a distrus sala mare a universității unde trebuiau să aibă loc festivitățile.

### Condamnarea
Deși nimeni nu a fost rănit, o amplă anchetă a fost lansată și frații Kowalczyk au fost repede arestați. Pe 8 septembrie 1972, tribunalul din Opole l-a condamnat pe Jerzy la moarte și pe Ryszard la 25 de ani de închisoare. Sentința a fost confirmată de Curtea Supremă la 18 decembrie 1972. Aceste sentințe severe au stârnit protestele unor intelectuali iluștri precum Jan Józef Szczepański, Wisława Szymborska, Jerzy Szacki, Stanisław Lem, Daniel Olbrychski și ale autorităților catolice. Pe 19 ianuarie 1973, Consiliul de Stat a redus pedeapsa lui Jerzy Kowalczyk la 25 de ani de închisoare.

### Solidaritate
Odată cu creșterea Solidarității în 1980, grațieri au fost emise și frații au fost eliberați pentru bună purtare: Ryszard în 1983 și Jerzy în 1985.

### Fără recurs
În 1991, președintele Lech Wałęsa a decis că sentințele lor au fost legal iertate ceea ce le-a permis să lucreze din nou. Însă această declarație nu a fost confirmată de către Curtea Supremă, care în ianuarie 2002 a decis că condamnarea fraților Kowalczyk nu poate fi contestată, justificându-se cu motive de procedură juridică. Hotărârea a închis posibilitățile de recurs în acest caz.